# The Middle (canción de Jimmy Eat World)
«The Middle» es un sencillo extraído del cuarto álbum de Jimmy Eat World, Bleed American, tras el lanzamiento de su single autotitulado unos meses antes. El sencillo fue lanzado el 29 de enero de 2002 por DreamWorks y producido por Mark Trombino.
Fue un éxito de ventas y llegó a ocupar el puesto número 5 del Billboard Hot 100. Es una de las canciones más importantes y populares de la banda y la que les llevó al reconocimiento internacional.

## Vídeo
El vídeo comienza con una mujer, la cual lleva un tapado, bajando de un auto y caminando hacia la puerta de una casa, cuando está por entrar, se quita el tapado quedando nada más que en ropa interior e ingresa, mostrando una casa con una fiesta llena de gente también en ropa interior con Jimmy Eat World tocando en el centro de la misma. Instantes más tarde vemos que a la fiesta entra un muchacho sorprendido que, a lo largo del vídeo, irá caminando por toda la fiesta sin poder encontrar una chica o divertirse. Finalmente, el joven decide quitarse la ropa como todo el mundo, pero cuando está a punto de sacarse los pantalones se mira con una chica al frente suyo que estaba a punto de hacer lo mismo, pero ambos se retractan y el vídeo finaliza con los dos marchándose de la fiesta abrazados.
- El vídeo fue filmado en Phoenix, Arizona.

## Listado de canciones

### Edición de Australia
1. «The Middle»
2. «No Sensitivity»
3. «The Middle» (demo)
4. «The Middle» (vídeo)

### Edición del Reino Unido
1. «The Middle»
2. «If You Don't, Don't» (acústico) (sesión XFM)
3. «Game of Pricks» (cover de Guided by Voices) (sesión en Radio 1)
4. «The Middle» (vídeo)

### The Middle/A Praise Chorus AUS Tour EP
1. «The Middle»
2. «A Praise Chorus» (versión del álbum)
3. «Bleed American (en directo en el club 9:30 de Washington D. C. 6/4/02)
4. «Firestarter» (cover de The Prodigy)
5. «The Middle» (acústico)

## En la cultura popular
"The Middle" fue incluida en las películas Orange County, Siete días y una vida, Zoom, en el Avance o Tráiler de The New Guy y El aprendiz de brujo (película de 2010). y en la algunos capítulos de la serie roswell (1999 a 2002)
La canción también apareció en los videojuegos Guitar Hero World Tour y Rock Band Unplugged y como MOD de Guitar Hero III y Frets on Fire.

## Posicionamiento
| Lista                                     | Máxima posición |
| ----------------------------------------- | --------------- |
| U.S. Billboard Hot 100                    | 5               |
| U.S. Billboard Hot 100 Airplay            | 5               |
| U.S. Billboard Hot Mainstream Rock Tracks | 39              |
| U.S. Billboard Hot Modern Rock Tracks     | 1               |
| UK Singles Chart                          | 26              |
| Australian ARIA Singles Chart             | 49              |